# Gran Premio Miguel Indurain 2018
Il Gran Premio Miguel Indurain 2018, sessantaduesima edizione della corsa e ventesima con questa denominazione, valevole come evento dell'UCI Europe Tour 2018 categoria 1.1, si svolse il 31 marzo 2018 su un percorso di 186 km, con partenza e arrivo a Estella, in Spagna. La vittoria fu appannaggio dello spagnolo Alejandro Valverde, che completò il percorso in 4h41'18", alla media di 39,673 km/h, precedendo il connazionale Carlos Verona e l'australiano Nick Schultz.
Sul traguardo di Estella 78 ciclisti, su 115 partenti, portarono a termine la competizione.

## Squadre e corridori partecipanti
| N.    | Cod. | Squadra                       |
| ----- | ---- | ----------------------------- |
| 1-5   | MTS  | Mitchelton-Scott              |
| 11-17 | MOV  | Movistar Team                 |
| 21-27 | TKA  | Team Katusha Alpecin          |
| 31-37 | TDE  | Direct Énergie                |
| 41-47 | DMP  | Delko Marseille Provence KTM  |
| 51-57 | CJR  | Caja Rural-Seguros RGA        |
| 61-67 | EUS  | Euskadi Basque Country-Murias |
| 71-77 | BBH  | Burgos-BH                     |
| 81-87 | TNN  | Team Novo Nordisk             |

| N.      | Cod. | Squadra                       |
| ------- | ---- | ----------------------------- |
| 91-97   | RLY  | Rally Cycling                 |
| 101-107 | EUK  | Team Euskadi                  |
| 111-117 | PLK  | Polartec Kometa               |
| 121-127 | DCT  | Inteja Dominican Cycling Team |
| 131-136 | IPC  | Interpro Stradalli Cycling    |
| 141-147 | RPB  | Rádio Popular-Boavista        |
| 151-156 | LOK  | Lokosphinx                    |
| 161-167 | W52  | W52/FC Porto                  |

## Ordine d'arrivo (Top 10)
| Pos. | Corridore          | Squadra    | Tempo    |
| ---- | ------------------ | ---------- | -------- |
| 1    | Alejandro Valverde | Movistar   | 4h41'18" |
| 2    | Carlos Verona      | Mitchelton | a 20"    |
| 3    | Nick Schultz       | Caja Rural | a 1'04"  |
| 4    | Eduard Prades      | Euskadi    | a 1'16"  |
| 5    | Carlos Betancur    | Movistar   | s.t.     |
| 6    | Marc Soler         | Movistar   | a 1'19"  |
| 7    | Il'nur Zakarin     | Katusha    | a 1'30"  |
| 8    | Lilian Calmejane   | Direct     | a 1'43"  |
| 9    | Simon Špilak       | Katusha    | s.t.     |
| 10   | Dmitry Strakhov    | Lokosphinx | a 2'03"  |